# Rally-VM 1974
Rally-VM 1974 kördes över åtta omgångar. Mästerskapstiteln gällde för konstruktörer och vanns av Lancia.

## Delsegrare
| Rally                      | Vinnare             | Märke          |
| -------------------------- | ------------------- | -------------- |
| Portugisiska rallyt        | Raffaele Pinto      | Fiat           |
| Safarirallyt               | Joginder Singh      | Mitsubishi     |
| Finska rallyt              | Hannu Mikkola       | Ford           |
| Sanremorallyt              | Sandro Munari       | Lancia         |
| Rideau Lakes-rallyt        | Sandro Munari       | Lancia         |
| Press-on-Regardless-rallyt | Jean-Luc Thérier    | Alpine-Renault |
| Brittiska rallyt           | Timo Mäkinen        | Ford           |
| Korsikanska rallyt         | Jean-Claude Andruet | Lancia         |

## Märkes-VM
| Plats | Märke          | Poäng |
| ----- | -------------- | ----- |
| 1     | Lancia         | 94    |
| 2     | Fiat           | 69    |
| 3     | Ford           | 54    |
| 4     | Toyota         | 32    |
| 5     | Alpine-Renault | 29    |
| 6     | Datsun         | 28    |